# Taenaris quadriocellata
Taenaris quadriocellata är en fjärilsart som beskrevs av Embrik Strand 1911. Taenaris quadriocellata ingår i släktet Taenaris och familjen praktfjärilar. Inga underarter finns listade i Catalogue of Life.